# Trofeo Zssdi
Die Trofeo Zssdi - Trofeo dell’Unione circoli sportivi sloveni in Italia (auch slowenisch Trofeo Zsšdi - Trofeja Združenja slovenskih športnih društev v Italiji; dt. Preis des Verbandes der slowenischen Sportvereine in Italien) ist ein italienisches Radrennen.
Das Eintagesrennen wird seit 1977 in und um Triest in der Region Friaul-Julisch Venetien an der Grenze zu Slowenien ausgetragen und vom Verband der slowenischen Sportvereine in Italien ausgerichtet. Seit 2005 gehört der Wettbewerb zur UCI Europe Tour und ist dort in die Kategorie 1.2 eingeordnet.
Die Austragung 2001 entfiel auf Grund eines in Triest stattfindenden Treffens der G8-Umweltminister und der damit verbundenen Sicherheitsmaßnahmen.

## Siegerliste
| - 2012 Patrick Facchini - 2011 Enrico Battaglin - 2010 Marko Kump - 2009 Tomislav Dančulović - 2008 Manuele Boaro - 2007 Simone Ponzi - 2006 Marco Bandiera - 2005 Maurizio Biondo - 2004 Elia Rigotto - 2003 Alessandro Ballan - 2002 Daniele Pietropolli - 2001 keine Austragung | - 2000 Pavel Zerzan - 1999 Maurizio Bachini - 1998 Flavio Zandarin - 1997 Simone Simonetti - 1996 Giuliano Figueras - 1995 Luca Prada - 1994 Sergio Previtali - 1993 Biagio Conte (2) - 1992 Fabio Casartelli - 1991 Biagio Conte - 1990 Fabio Baldato (2) - 1989 Fabio Baldato | - 1988 Flavio Milan - 1987 Fausto Boreggio - 1986 Maurizio Fondriest - 1985 Federico Ghiotto - 1984 Gabriele Ragusa - 1983 Bruno Bulič - 1982 Mauro Longo (2) - 1981 Mauro Longo - 1980 Francesco Caneva - 1979 Ivica Čolig - 1978 Pierluigi Sala - 1977 Atos Santarosa |